# Kurt Schaad
Kurt Schaad (* 20. November 1950) ist ein Schweizer Fernsehmoderator, Journalist und Medienunternehmer.

## Leben
Beim Schweizer Fernsehen war der ausgebildete Primarlehrer seit 1972 als Redaktor und Moderator tätig, etwa für das Vorabendmagazin Karussell, die Tagesschau oder für zahlreiche Reise- und Grossreportagen. Von 1991 bis 2006 war er Redaktionsleiter von SF Spezial und danach bis Ende 2009 Projekt- und Redaktionsleiter des Wirtschaftsmagazins ECO. Für die US-amerikanische Dokumentarfilmserie Nova produzierte der Aviatik-Experte Schaad ausserdem den Film Crash of Flight 111 mit, der 2004 für zwei Emmys nominiert war. 2011 gründete er zusammen mit Alexander Mazzara und Peter Schulz den Jugendsender Joiz.

## Filmografie
- Schweizer Fernsehen (1992): Alitalia-Flug 404, Hintergründe einer Flugzeugkatastrophe
- Schweizer Fernsehen, Canadian Broadcasting Corporation (2003): Feuer an Bord – Die Tragödie von Flug SR 111 (engl. The Investigation of Swissair 111)
- Nova (2004): Crash of Flight 111
- Schweizer Fernsehen (2010): Kairo – Kapstadt, Mit Kurt Schaad durch Afrika